# Heteronyx aequaliceps
Heteronyx aequaliceps är en skalbaggsart som beskrevs av Blackburn 1890. Heteronyx aequaliceps ingår i släktet Heteronyx och familjen Melolonthidae. Inga underarter finns listade i Catalogue of Life.